# Kargol's
Kargol's est un groupe de ska punk français, originaire de Perpignan, dans les Pyrénées-Orientales. Formé en 1992, le groupe est l'un des piliers de la scène ska française pendant 10 ans, avant sa séparation en octobre 2002.

## Biographie
Kargol's est formé en 1992 à Perpignan, dans les Pyrénées-Orientales, d'une fusion entre deux bandes d’amis dont l’influence était d’un côté le punk rock et le rock alternatif et de l’autre le ska. Ainsi, ils se rejoignent pour ne former qu'un, et mélanger ces styles musicaux pour jouer du skacore. Kargol's signifie « escargots » en catalan. Un premier album intitulé, Ma j'galère!, est publié en 1996, et distribué au label local On a faim.
Le 4 septembre 1999, Kargol's joue un concert à Marmande, au festival Stop Hypocrisy. Cependant, un drame viendra perturber le concert lorsqu'un pan de scène s'écroule, et tue un spectateur. Selon La Dépêche, « les organisateurs rejettent la faute sur le chanteur du groupe qu'ils accusent d'avoir appelé le public à rejoindre le groupe sur scène ». Yannick est alors placé en garde à vue, puis mis en examen par le procureur de la République pour homicide involontaire. Cet événement ralentit considérablement l'activité des Kargol's, mais n'empêche pas le groupe de signer au label Crash Disques et de sortir un dernier album, Invertébré.
Yannick ayant finalement bénéficié d'un non-lieu, les Kargol's décident de se séparer en octobre 2002, dix ans après leur création. Après la séparation du groupe, Yannick (chant/saxophone) rejoint un autre groupe de skacore, KorTTex, et Bruixe (basse) devient le bassiste de La Ruda. Éric, quant à lui, se tourne vers la techno minimaliste de l'école de Détroit, et joue comme DJ des deux côtés des Pyrénées.[réf. nécessaire]
Le groupe se reforme pour un seul concert lors du festival Ida y Vuelta en juin 2009,. Le concert est enregistré et publié comme album live sous le titre Live One shot in Perpinya, sur la page Bandcamp du groupe.

## Discographie
- 1996 : Ma j'galère! (On a faim)
- 1999 : Satyagraha (High Groove)
- 2002 : Invertébré (Crash Disques)
- 2009 : Live One shot in Perpinya (Bandcamp)